# Miss Europe 1936

Zeitgenössisches Luftbild von Tunis, Stadt der Veranstaltung

Der Wettbewerb um die Miss Europe 1936 war der achte, den das Comité pour l’election de Miss Europe durchführte. Dies war im Jahre 1928 durch den französischen Journalisten Maurice de Waleffe (1874–1946) ins Leben gerufen worden und organisierte den Wettbewerb kontinuierlich bis 1938. Waleffe hatte zuvor schon den Wettbewerb um die Miss France begründet.
Die Kandidatinnen waren in ihren Herkunftsländern unter Beteiligung großer Zeitungen oder illustrierter Zeitschriften ausgewählt worden.
Die Veranstaltung fand am 30. Oktober 1936 in Tunis statt. Es gab 15 Bewerberinnen. Platzierungen der Teilnehmerinnen sind bis auf die Siegerin nicht bekannt geworden.
| Land               | Schreibweise bei Pageantopolis | Weitere, zeitgenössische, Schreibweisen | Schreibweise in der Heimatsprache |
| ------------------ | ------------------------------ | --------------------------------------- | --------------------------------- |
| 1. Spanien A       | Antonita Arquès                | Antonia Arquez                          |                                   |
| Belgien            | Laura Torfs                    |                                         | Laure Torfs                       |
| England            | Laurence Atkins                |                                         | Laurence Atkins                   |
| Frankreich         | Lyne Lassalle                  |                                         | Lyne Lassalle                     |
| Griechenland       | Nella Sikiari                  |                                         | Νέλα Σικιάρη                      |
| Irischer Freistaat | Dany O‘Moore                   |                                         |                                   |
| Kaukasus-Region B  | Tatiana Ouchakoff              |                                         | Татьяна Ушакова                   |
| Marokko            | ?                              | Aimée Gervais                           |                                   |
| Niederlande        | Mia Kramer                     |                                         | Mia Kramer                        |
| Norwegen           | Aslaug Simonsen                |                                         |                                   |
| Russland C         | Ariane Gedeonova               | Ariane Guédénoff                        | Ариадна Гедеонова                 |
| Schweden           | Birgit Engquist                |                                         |                                   |
| Syrien-Libanon     | ?                              |                                         |                                   |
| Tunis (Tunesien)   | Ethel Azzopardi                |                                         |                                   |
| Ungarn             | Maria Nagy D                   | Maria de Nagy                           | Nagy Mária                        |